# Berend Veneberg
Berend Veneberg (Den Ham, 1963) is een voormalige Nederlandse powerlifter en Sterkste Man van Nederland.
Berend Veneberg heeft zeven keer de titel Sterkste Man van Nederland gewonnen. In die tijd was Wout Zijlstra zijn grootste concurrent. Zij waren aan elkaar gewaagd en soms won Veneberg met één punt verschil de titel van Sterkste Man van Nederland. In 1998 werd hij samen met Zijlstra in Hardenberg benoemd tot het Sterkte Team van de Wereld. Tegenwoordig (van 2004-heden (2023)) is hij scheidsrechter bij de Sterkste Man-wedstrijden, ook bij de Sterkste Man van Europa, in Leeds en dergelijke, in zijn vrije tijd en heeft hij een eigen sportschool en beveiligingsbedrijf.
Op 2 april 2022 overhandigde Veneberg, als een van de scheidsrechters, de cup van de Sterkste Man van Europa aan Aleksii Novikov uit Oekraïne, aangezien Veneberg in het jaar 2000 de titel won.

## Behaalde Resultaten
- 2e plaats Sterkste Team van de Wereld (1992) samen met Wout Zijlstra
- 1e plaats Sterkste Man van Nederland (1993)
- 5e plaats Sterkste Man van de Wereld (1993)
- 1e plaats Sterkste Man van Nederland (1995)
- 1e plaats Sterkste Man van Nederland (1996)
- 1e plaats Sterkste Man van Nederland (1998)
- 1e plaats Sterkste Team van de Wereld (1998) (World's Strongest Team) met Wout Zijlstra in Hardenberg (NL)
- 1e plaats Sterkste Man van Nederland (1999)
- 4e plaats Sterkste Team van de Wereld (1999) met Wout Zijlstra in China
- 6e plaats Sterkste Man van de Wereld (1999)
- 1e plaats Sterkste Man van Nederland (2000)
- 1e plaats Sterkste Man van Europa (2000)
- 3e plaats Sterkste Team van de Wereld (2000) met Wout Zijlstra in Hongarije
- 1e plaats Sterkste Man van Nederland (2002)